# Mariusz Daniszewski
Mariusz Daniszewski (ur. 16 stycznia 1979 r. w Ełku) – polski wioślarz, olimpijczyk z Aten 2004.
Wychowanek klubu MOS Ełk, a następnie zawodnik RTW Bydgostii-Kabel. Wielokrotny mistrz (9) oraz medalista mistrzostw Polski (13). Dwukrotny akademicki mistrz świata (w 2000,2002 roku). Wielokrotny uczestnik mistrzostw świata w czwórce bez sternika oraz w ósemce (w 2001 roku).
Na igrzyskach olimpijskich w Atenach zajął 6. miejsce w czwórce bez sternika.